# Sarota chloropunctata
Sarota chloropunctata is een vlindersoort uit de familie van de prachtvlinders (Riodinidae), onderfamilie Riodininae.
Sarota chloropunctata werd in 1998 beschreven door Hall, J.